# Age of the Joker
Age of the Joker дев'ятий студійний альбом німецького павер-метал гурту Edguy. Був виданий 26 серпня 2011 року на Nuclear Blast.
Поряд з звичайним виданням, був виданий діджіпак з двох дисків, до яких входили сторона Б, дві пісні з синглу до альбому, і також кавер на хіт гурту  Slade "Cum on Feel the Noize". На композицію  "Robin Hood" було знято відео, за участю німецького комедійного актора Бернхарда Хокера.
Альбом потрапив до багатьох європейських чартів: Німеччина - 3 місце, Чехія - 10, Швейцарія - 13, Австрія - 30, Франція - 63.

## Список композицій
Усю музику написав Тобіас Саммет, крім композицій "God Fallen Silent" (Єнс Людвіг) і "Cum on Feel the Noize" (Нодді Хольдер і Джим Лі)
Усі тексти написав Тобіас Саммет, крім композиції "Cum on Feel the Noize" (Нодді Хольдер)
1. Robin Hood - 8:24
2. Nobody's Hero - 4:31
3. Rock of Cashel - 6:18
4. Pandora's Box - 6:45
5. Breathe - 5:03
6. Two Out of Seven - 4:27
7. Faces in the Darkness - 5:22
8. The Arcane Guild - 4:58
9. Fire on the Downline - 5:47
10. Behind the Gates to Midnight World - 8:56
11. Every Night Without You - 4:52

### Бонусний диск доступний на спецыальному і лімітованому виданні
1. God Fallen Silent - 5:04
2. Aleister Crowley Memorial Boogie - 4:34
3. Cum on Feel the Noize - 3:53
4. Standing in the Rain - 4:02
5. Robin Hood [Single Version] - 4:54
6. Two Out of Seven [Single Version] - 3:39

## Учасники
- Тобіас Саммет – вокал, бек-вокал, клавішні
- Єнс Людвіг – соло-гітара, добро гітара на треку 4[11]
- Дірк Зауер – ритм-гітара
- Тобіас 'Еггі' Ексель – бас-гітара
- Фелікс Бонке- ударні

Запрошені музиканти
- Міро – клавішні, оркестрові аранжування
- Сімон Оберендер - Орган Хаммонда
- Клауді Янг, Грація Спозіто, Томас Реттке, Олівер Хартман - бек-вокал

Виготовлення
- Саша Пет - продюсер, звукорежисер, зведення, додаткові клавішні
- Олаф Рейтмейєр - звукорежисер
- Сімон Оберендер - звукорежисер, мастерінг